# Schattenreiter
Schattenreiter è il quarto album in studio della band tedesca Tanzwut.

## Tracce

### CD1
1. "Schattenreiter" - 4:21
2. "Der Arzt" - 4:10
3. "Im tiefen Gras" - 3:16
4. "Endlich" - 3:22
5. "Dein zweites Gesicht" - 4:20
6. "Geisterstunde" - 2:40
7. "Spieler" - 3:54
8. "Seelenverkäufer" - 3:40
9. "Immer noch wach" - 3:47 (feat. Schandmaul)

### CD2
1. "Intro" - 0:57
2. "Toccata" - 4:00
3. "Der Bote" - 4:34
4. "Versuchung" - 5:26
5. "Vulkan" - 3:56
6. "Kaltes Grauen" - 4:10
7. "Du sagst" - 3:35
8. "Wieder am Riff" - 4:13
9. "Gefangen" - 4:18
10. "Signum Ignitum" - 5:30